# Les Grandes Fêtes Telus
Les Grandes Fêtes TELUS ont vu le jour en 2007 sous le nom des Grandes Fêtes du Saint-Laurent. L’événement a toujours eu lieu au Parc Beauséjour à Rimouski au Québec, un parc urbain situé au centre-ville. Au fil des ans, de nombreuses vedettes nationales et internationales ont offert des prestations sur la grande scène. En plus de la scène principale, on retrouve depuis trois ans une autre scène, la scène Hydro-Québec. Celle-ci est axée sur la francophonie et est accessible gratuitement à tous, à l'agora du Parc Beauséjour. On y retrouve une programmation très diversifiée chaque année. Chaque édition présente une programmation digne des grands événements comme Osheaga ou le Festival d'été de Québec.

## Programmation
| Années | Artistes | Années | Artistes |
| ------ | --- | ------ | --- |
| 2007   | Robert Charlebois Marie-Chantal Toupin Les Cowboys Fringant Hommage à U2 | 2008   | Jonas Claude Dubois CHUT! Kaïn Sens Thumbs Up! Inside line Hommage à Johnny Cash |
| 2009   | Martin-Hugues St-Laurent Steinbock Jonathan Painchaud Jack-K Sens Éric Lapointe Duke Squad The New Cities Simple Plan The Viscerals Delta 20 Hommage aux Colocs | 2010   | Steinbock Poker Face Creedence Clearwater Revisited Days of Talent Duke Squad Marie-Mai Les Trois Accords Our Lady Peace Marie-Josée Carrier Anthology Runaway Hommage à Bon Jovi |
| 2011   | Taktika Thumbs up! Rock the King (Martin Fontaine) Isabelle Robidoux Akasha Gregory Charles Delta 20 Cancer Bats Billy Talent La Jarry Midnight Romeo Simple Plan | 2012   | Éric Lapointe Kenny Rogers Hedley Jean Leloup Plume Latraverse Bob Bissonnette Grimskunk Les Cowboys Fringants Manu Militari Billy Day Orphée |
| 2013   | The Offspring Dennis DeYoung Marc Dupré Xavier Caféïne Bernard Adamus Mute Koriass Jeffo and the Heads Up Goldfinger Mes Aïeux Kaïn | 2014   | Groovy Aardvark Get the Shot The Hunters Live Ground Vincent Vallières Jean-Pierre Ferland Patrick Norman Annie Villeneuve David Jalbert Jean-Marc Couture Wilfred Lebouthiller Marie-Élaine Thibert François Lachance Bryan Audet Rémi Chassé Valérie Lahaie Les Trois Accords Radio Radio Loco Locass Jonathan Painchaud Final State Bodh'aktan Quimorucru Weezer Bad Religion Face To Face |
| 2015   | Éric Lapointe Undercover Live Rock Band La Grande Virée Anonymus avec Monon'c Serge, Marco Calliari et Marc Vaillancourt Obskur Three Days Grace Zachary Richard Daniel Boucher DJ Champion Too Many Cooks Sally Folk Paul Daraîche Bobby Bazini Les 4 Finalistes de La Voix 2015: Kevin Bazinet, Rosa Laricchiuta, Mathieu Holubowski et Angelike Falbo. Patrice Michaud Les Sœurs Boulay Equse Half Moon Run The Australian Pink Floyd Show | 2016   | Billy Talent Walk off the Earth Vince Neil Véronic DiCaire Alex Nevsky Galaxie Louis-Jean Cormier Bears of Legend Bigwig Steve Hill Kevin Bazinet Stéphanie St-Jean Porn Flakes Travis Cormier Jean-Marc Couture Jonny Arsenault P-A Méthot Mario Jean Jean-Claude Gélinas Julien Tremblay |
| 2017   | Éric Lapointe 2Frères Sum 41 The Flatliners One night band Bryan Adams Jonas Tomalty DJ Champion Jean-Marc Parent Robby Johnson | 2018   | Rise Against Three Days Grace The Agonist Feels Like Home Roger Hodgson La Chicane Roxane Bruneau Sean Paul LMFAO Charles K & Desro Marc Dupré Marie-Mai Dominic Paquet Martin Vachon |
| 2019   | Éric Lapointe Yvan Pedneault Pitbull Loud Erik Haüser Nickelback The Standstills Patrice Michaud Ariane Moffatt Yann Perreau Peter McLeod Les Années Jukebox Martin Deschamps | 2020   | Annulé (Covid-19). |
| 2021   | Les Cowboys Fringants Émile Bilodeau Brett Kissel Matt Lang Yanick St-Jacques Band Marc Dupré Jonathan Roy Électro Sorcier Charlotte Cardin Véronique Bilodeau | 2022   | Les trois accords François Bellefeuille François Boulianne David Pineau The Offspring X Large LTYM Story Untold The Chainsmokers DJ Ève Salvail DJ Marycee Flo Rida Souldia |
| 2023   | Charlotte Cardin Phillip Philipps Lost Frequencies Mylène Vallée Pierre-Yves Roy-Desmarais Fouki Sara Dufour Les Cowboys Fringants Linkin Road Salesbarbes Five Finger Death Punch Feels Like Home | 2024   | Black Eyed Peas Bleu Jeans Bleu Simple Plan Bryan Adams Laurence Nerbonne Rêve Steve Hill Claudia Bouvette Jean-François Otis Louis-José Houde Samian Irish Moutarde The Planet Smashers |

Le comité organisateur a toujours tenu à faire sa part dans la société. C'est pourquoi dès les débuts du festival, un montant sur la vente des laissez-passer est remis à la Fondation du Centre hospitalier régional de Rimouski.

### Les Grandes Voix du St-Laurent
En 2014 et 2015, le comité organisateur a produit un spectacle unique pour les festivaliers. En collaboration avec le groupe Porn Flakes, plus d'une dizaine d'artistes de Jean-Pierre Ferland à Radio Radio en passant par Annie Villeneuve et bien d'autres ont partagé la scène afin de faire des collaborations diverses.

## Distinction
En 2013, Les Grandes Fêtes du St-Laurent ont remporté le prix Argent aux Grands Prix du tourisme québécois.